# Lublin Główny
Lublin Główny im. Lubelskiego Lipca 1980 – najważniejsza stacja kolejowa na terenie Lublina. Według klasyfikacji PKP ma najwyższą kategorię Premium. Została wybudowana w latach 70. XIX wieku w ramach budowy Kolei Nadwiślańskiej. Stanowi węzeł kolejowy łączący linie do Dorohuska, Przeworska, Terespola i Warszawy. W Lublinie mieszczą się następujące sekcje: Przewozy Regionalne, PKP Intercity i PKP Cargo.

## Położenie
Stacja znajduje się na południe od Starego Miasta, przy placu Dworcowym, na granicy dzielnic Za Cukrownią i Dziesiąta.
Przed dworcem znajdują się postój taksówek oraz Dworzec metropolitalny, który jest centralnym dworcem aglomeracji lubelskiej, łączącym ze sobą różne formy transportu publicznego. W sąsiedztwie dworca ma swoją siedzibę Lubelski Zakład Przewozów Regionalnych, a także Urząd Pocztowy Lublin 2.

## Historia

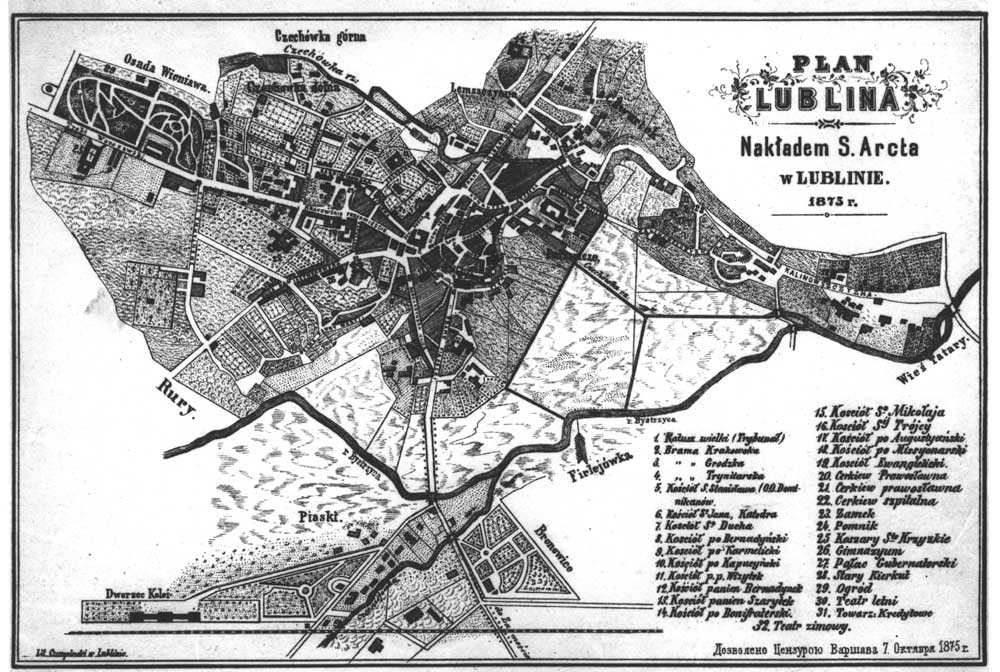
Plan Lublina z 1875. W dolnym lewym rogu widoczny Dworzec Kolei

### XIX wiek
Lubelski dworzec główny mieści się w zabytkowym budynku wzniesionym w 1877 w ramach budowy Kolei Nadwiślańskiej łączącej Warszawę z Kowlem. Zanim jednak poprowadzono tory przez Lublin, należało uzgodnić przyszłą lokalizację dworca, a spory o to, gdzie ma się on znajdować, trwały ponad 10 lat. Pierwotnie proponowano budowę na północ od Lublina, od strony Lubartowa, w okolicach ówczesnych wsi Ponikwoda i Tatary. W 1863 inżynier gubernialny Feliks Bieczyński przedstawił argumenty za ulokowaniem stacji na południe od miasta, na gruntach Bronowic. Ostatecznie zwyciężyła druga koncepcja i przystąpiono do budowy na przedmieściu Piaski.
Budowę rozpoczęto 10 sierpnia 1875. Dworzec zaprojektował Witold Lanci, budowniczy Towarzystwa Kolei Nadwiślańskiej. Kolej budowali robotnicy z guberni kałuskiej. W marcu 1877 do dworca były już doprowadzone wszystkie tory, wybudowano także niezbędne mosty i przejazdy. Wkrótce rozpoczęły się testy, a pierwsze próbne pociągi zaczęły przyjeżdżać do miasta. Dworzec został otwarty 30 sierpnia 1877. Lokalna prasa podkreślała wagę tego wydarzenia. Rzeczywiście, wpięcie Lublina do siatki kolejowej przyśpieszyło rozwój gospodarczy i urbanistyczny Lublina. Krytykowano jednak rozmiary budynku dworca – według „Gazety Lubelskiej” był on zbyt mały.
Podróż do Warszawy według ówczesnego rozkładu jazdy trwała 7 godzin. Pociąg osobowy jechał z prędkością 35 wiorst na godzinę (37,3 km/h). Pociągami można było podróżować w trzech klasach: za trzecią, najtańszą klasę, jadąc do Warszawy trzeba było zapłacić 2 ruble i 4 kopiejki, a za klasę pierwszą płacono 4 ruble i 89 kopiejek. Odjazd pociągu ogłaszany był trzema dzwonkami.
W latach 1893–1894 przeprowadzono pierwszą rozbudowę dworca. Dobudowano skrzydło zachodnie, powiększając budynek o ok. 100 m². Przed budynkiem, w miejscu nasadzeń i trawników, utworzono wtedy brukowany plac. 28 marca 1898 otwarto linię kolejową przez Łuków do Brześcia. Przebudowano także most na Bystrzycy, dzięki czemu prędkość pociągów wzrosła do 45 wiorst na godzinę.

### XX wiek
Budynek dworca przeszedł przebudowę w latach 1924–1925, zgodnie z eklektycznym projektem arch. Jerzego Müllera (inż. Romualda Millera). Dalsze modernizacje miały miejsce w latach 1967 oraz 1984–1986. W 1974 wpisano go do rejestru zabytków.
Od 16 do 19 lipca 1980 lubelscy kolejarze uczestniczyli w strajkach nazwanych Lubelskim Lipcem 1980. Wydarzenia te upamiętnia „Krzyż kolejarskiej niedoli” stojący obok lokomotywowni, skonstruowany z białych szyn.

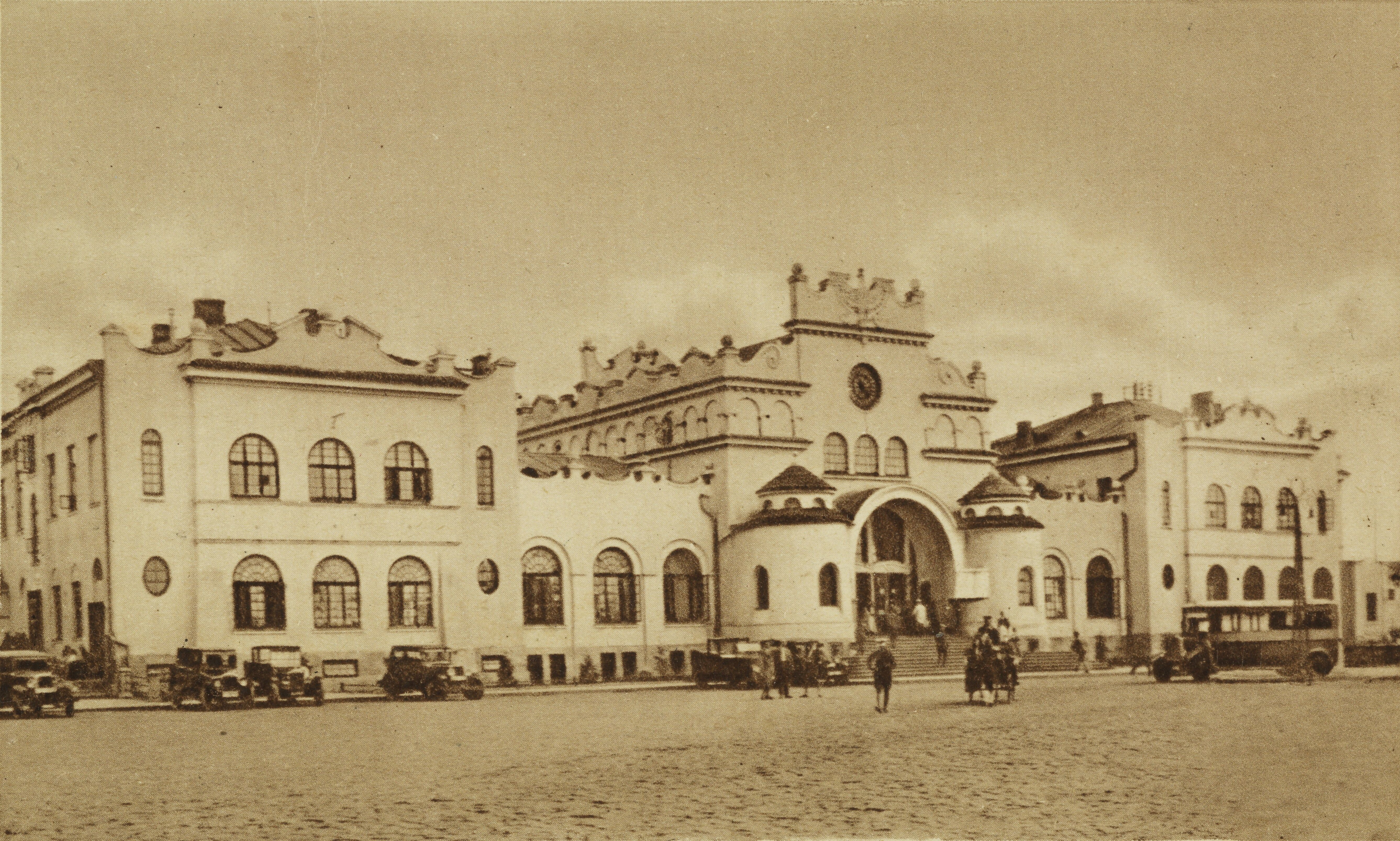
Pocztówka sprzed 1942 roku
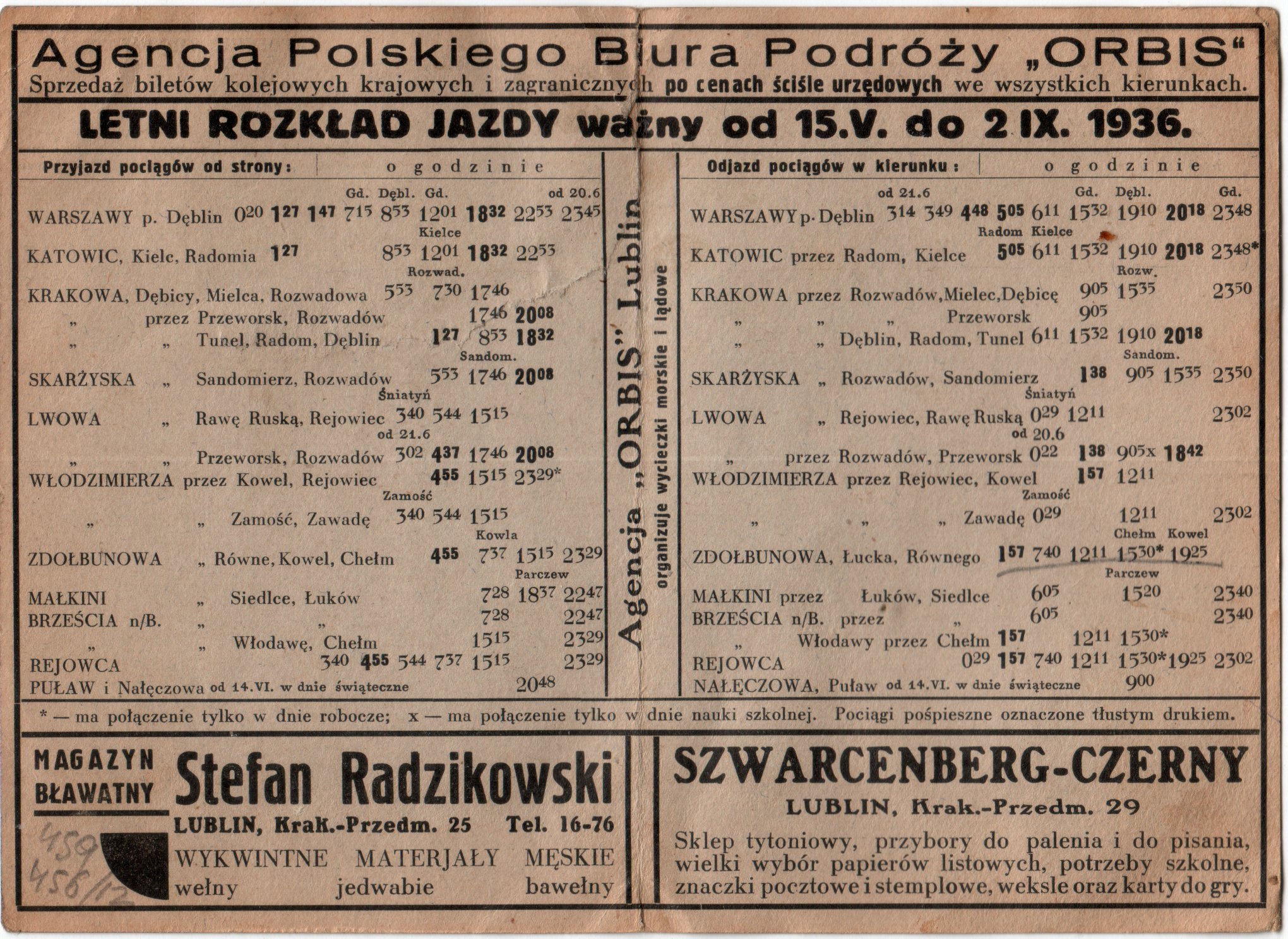
Rozkład jazdy z 1936

### XXI wiek
W 2004 otwarto odnowiony i zmodernizowany gmach dworca, z nowo wybudowaną częścią wschodnią.
Od 2018 stacja przechodzi jeden z największych remontów w swojej historii. Zmodernizowano wiadukt kolejowy nad ulicą Kunickiego. Przejście podziemne zostało przebudowane i przedłużone do skweru przy ulicy Kunickiego. Wszystkie perony przechodzą remont. Peron pierwszy jest przedłużany w kierunku Chełma, powstają przy nim nowe krawędzie peronowe, skąd będą odjeżdżać pociągi na lotnisko i do Lubartowa. Tereny przydworcowe zostały zagospodarowane i przeszły rewitalizację. Prace zostały zakończone w 2021 r. Stacja nie posiada wyświetlaczy peronowych SDIP, które według informacji dostarczonych przez PKP PLK S.A. mają zostać założone w 2023 r. Spółka jest w trakcie przygotowywania dokumentów przetargowych.
26 kwietnia 2019 Rada Miasta Lublin, na wniosek PKP PLK i Ministra Infrastruktury, opowiedziała się w głosowaniu za zmianą nazwy stacji na „Lublin Główny”. Nowa nazwa obowiązuje od 15 grudnia 2019. 16 lipca 2023 nadano dworcowi imię Lubelskiego Lipca 1980, na pamiątkę udziału lubelskich kolejarzy w strajkach w lipcu 1980 roku. Data nadania imienia nie była przypadkowa – była to 43. rocznica rozpoczęcia protestów. Lublin Główny został 13. dworcem w Polsce mającym swojego patrona.

## Infrastruktura

### Dworzec

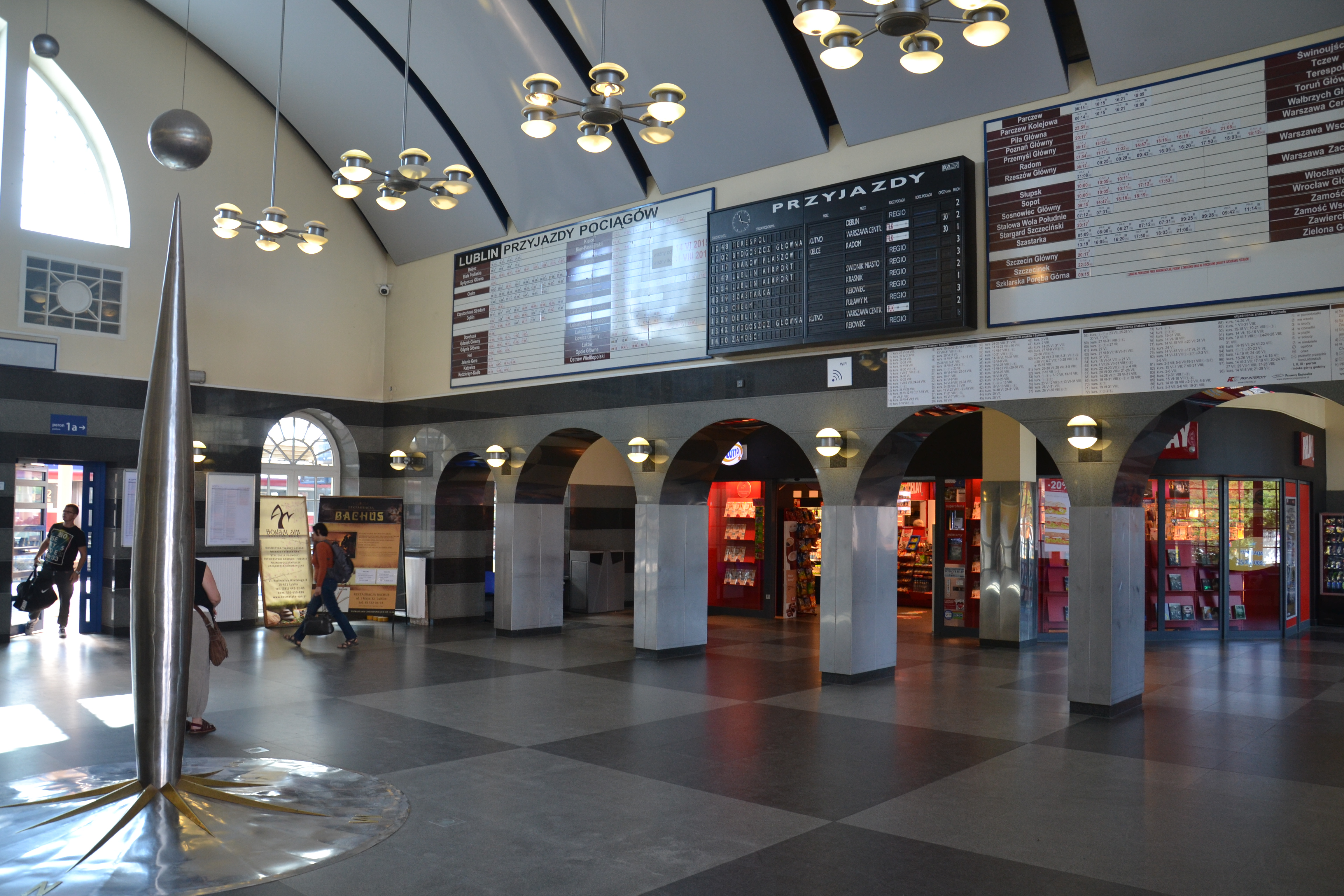
Hala główna dworca (2015)

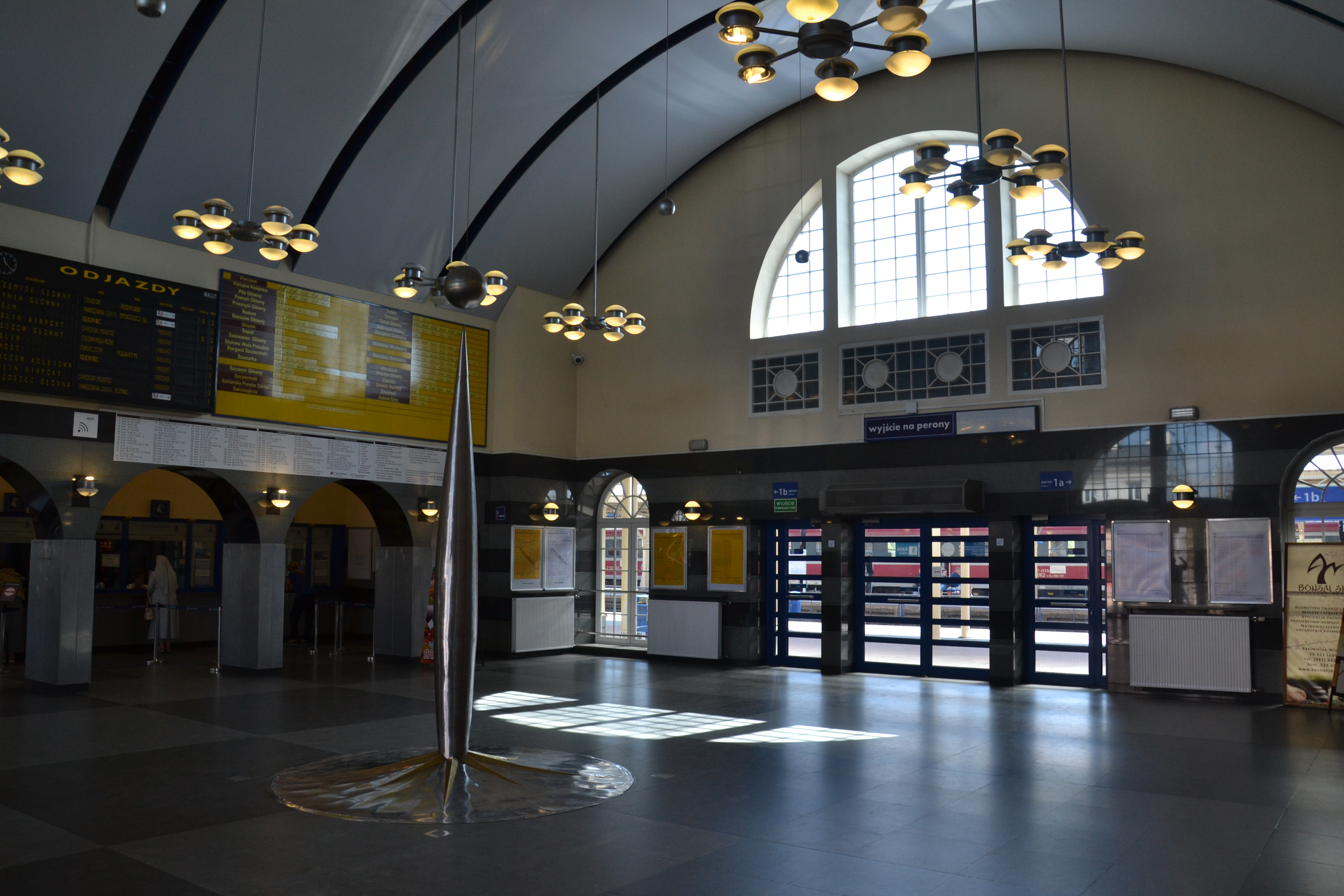
Wyjście na perony (2015)

Budynek dworca i perony znajdują się w pobliżu wschodniego końca terenu stacyjnego, przy placu Dworcowym, na granicy dzielnic administracyjnych Za Cukrownią i Dziesiąta. Główna hala dworca mieści okienka kasowe, posterunek SOK, przechowalnię bagażu, punkty gastronomiczne i kiosk. W przejściu łączącym nową część z główną halą umieszczono poczekalnię. Po remoncie zlikwidowano antresolę mieszczącą punkty usługowe. Piętro istnieje natomiast w nowo wybudowanej części. Z hali istnieje bezpośrednie przejście na peron 1. Przejście podziemne łączy front dworca z peronami i ul. Kunickiego. Budynek dworca znajduje się na liście Wojewódzkiej Ewidencji Zabytków.

### Perony
Stacja posiada pięć peronów, przy czym peron 1 przylega bezpośrednio do budynku dworca, 2 i 3 są wyspowe, a 1b i 1a zakończone kozłem oporowym.
- Peron 1 (tor 52) – przylegający tor przelotowy obsługuje ruch ze wschodu (Chełm/Zamość/Kijów) w kierunku Warszawy oraz pociągi wyjeżdżające z Lublina. Głównie obsługuje długie składy dalekobieżne[20].
- Peron 1a (tor 82) – peron z przylegającym torem oporowym. Stanowi on zachodnią część peronu 1, do którego przylega, służy do wyprawiania pociągów pasażerskich w kierunku Dęblina i Warszawy[20].
- Peron 1b (tor 54) – peron przylegający do peronu pierwszego od strony wschodniej, z torem oporowym utworzonym na bazie nieużywanej bocznicy pocztowej. Obsługuje on głównie ruch pociągów osobowych w kierunku Portu Lotniczego (przystanek Lublin Airport), Chełma, Lubartowa, Parczewa i Zamościa[20], w przyszłości także dalej na północ województwa.
- Peron 2 – obsługuje głównie ruch dalekobieżny, przede wszystkim pociągi w kierunku wschodnim, oraz dłuższe składy wyjeżdżające z Lublina, jak i pociągi w kierunku Portu Lotniczego Lublin.
- Peron 3, o skróconej długości. Oba tory przy peronie służą krótszym składom, głównie regionalnym pociągom do Dęblina, Stalowej Woli, Rzeszowa i Chełma oraz na lotnisko, w przeszłości także – Łukowa. Peron trzeci jest również wykorzystywany do obsługi krótszych składów dalekobieżnych, głównie przyjazdy.
- Peron 4 (zamknięty) – wybudowano również tymczasowy peron 4 (tor 113). Został zamknięty wraz ze zmianą rozkładu jazdy w grudniu 2020 roku, a następnie rozebrany[21].

### Pozostała infrastruktura
Na stacji w Lublinie działa lokomotywownia (dawniej: parowozownia) ze sprawną obrotnicą, istnieje także spora liczba torów postojowych dla składów pasażerskich i EZT (grupa postojowa). Stacja Lublin Główny jest wyposażona w semafory świetlne, obsługiwana zaś przez nastawnie LbA (najbardziej na zachód; grupa postojowa), LbB i LbC (po wschodniej stronie stacji). Od strony wschodniej stacji powstała nastawnia Lokalnego Centrum Sterowania (LCS) w Lublinie. Obsługiwać ma ona wszystkie grupy stacji Lublin Główny, oraz stacje Lublin Północny, Motycz, Sadurki i Nałęczów.
Na terenie stacji znajdują się dwa (niesprawne) żurawie wodne wykorzystywane niegdyś do naboru wody przez parowozy. Regularny ruch parowozowy został zawieszony na terenie stacji Lublin Główny w 1988. W Lublinie stacjonowały głównie Pt47, Ty2 i Ol49.
W bezpośrednim sąsiedztwie dworca powstaje nowy dworzec autobusowy, który wraz ze stacją Lublin Główny będzie częścią Zintegrowanego Intermodalnego Dworca Metropolitalnego w Lublinie – centrum komunikacyjnego obejmującego transport kolejowy i autobusowy. Umożliwi to podróżnym łatwe przesiadki między dwoma środkami transportu.

## Ruch pociągów

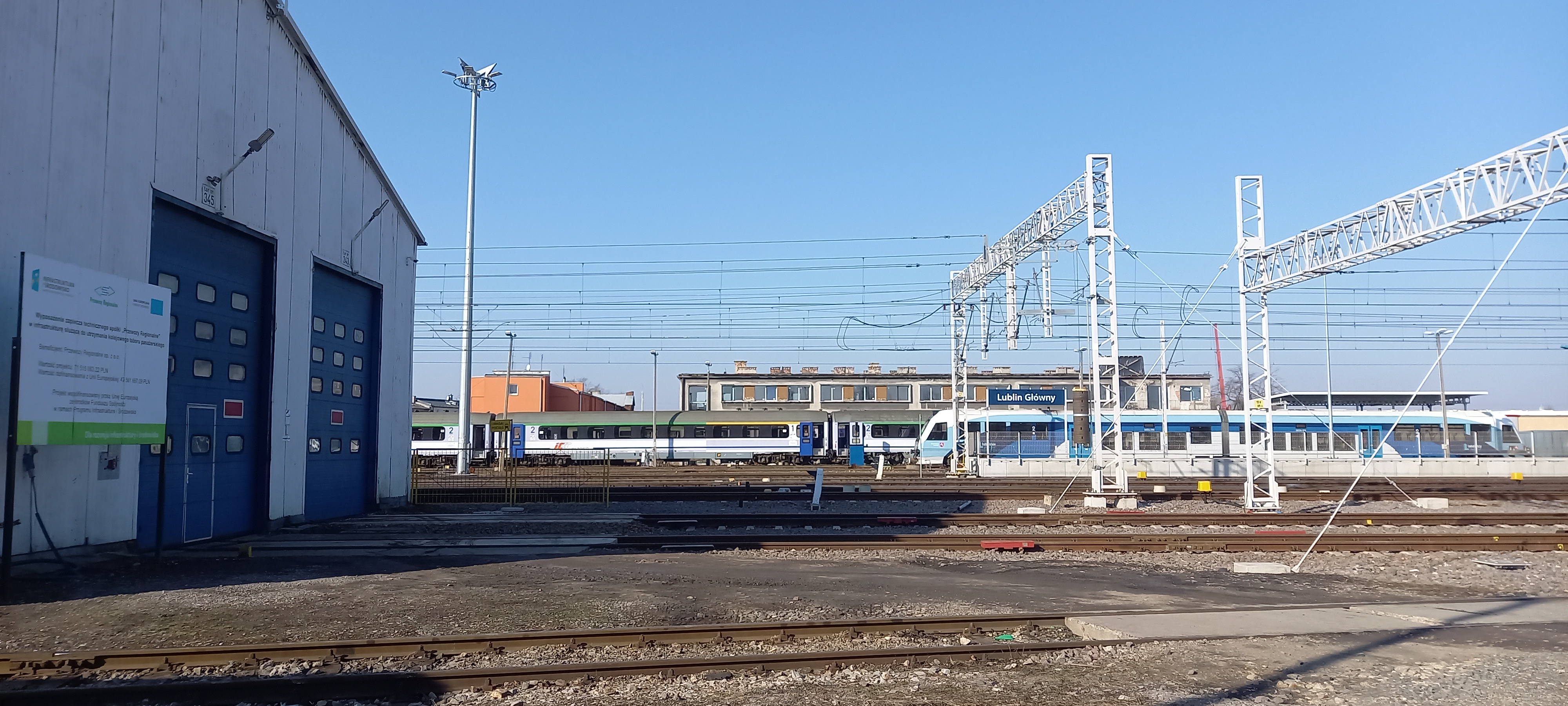
Widok na grupę postojową stacji

Ruch towarowy w Lublinie jest obsługiwany głównie przez stację Lublin Tatary, stąd dla stacji Lublin Główny ma on mniejsze znaczenie.
Na stacji zatrzymują się/kończą i rozpoczynają bieg pociągi osobowe w kategorii Regio (R), oraz dalekobieżne (ekspresowe i pospieszne) pod markami InterCity (IC) i Twoje Linie Kolejowe (TLK).
Ze stacji Lublin Główny biegną linie kolejowe w kierunkach:
1. Warszawa Wschodnia przez Nałęczów, Puławy Miasto i Dęblin. W Dęblinie odgałęzienie w kierunku stacji Radom Główny, Skarżysko-Kamienna, Kielce przez Pionki,
2. Przeworsk przez Lublin Zemborzyce, Niedrzwicę, Wilkołaz, Kraśnik, Rzeczycę, Zaklików, Stalową Wolę Rozwadów i Leżajsk
3. przejście graniczne Dorohusk (i dalej Jahodyn, Kyiv-Pasazhyrskyi) przez Lublin Północny, Świdnik, Rejowiec, Chełm
  - w Jaszczowie rozgałęzienie na Zawadów i Puchaczów (linia do LW Bogdanka)
  - w Rejowcu odgałęzienie do Zawady, skąd biegnie w kierunkach na:
    - Zamość i Hrubieszów
    - do przejścia granicznego w Hrebennem przez Zawadę, Szczebrzeszyn, Zwierzyniec (w Zwierzyńcu, Szczebrzeszynie i Zawadzie linia styczna z LHS), Susiec i Bełżec (łączy się z linią kolejową Munina – Hrebenne)

  - w Chełmie odgałęzienie na Włodawę
4. Świdnik przez stację towarową Lublin-Tatary
5. Łuków przez Lubartów, Parczew, Radzyń Podlaski – ruch pociągów osobowych został przywrócono do Łukowa w liczbie jednego połączenia wraz ze zmianą rozkładu 10 grudnia 2023 roku. Do Łukowa dojazd zapewniają też  pociągi pospieszne Lublin – Warszawa (w Łukowie łączy się z linią z Warszawy do Terespola).

## Ruch pasażerski
| Rok  | Wymiana roczna | Wymiana pasażerska na dobę | Miejsce w Polsce |
| ---- | -------------- | -------------------------- | ---------------- |
| 2017 | 2 263 000      | 6200                       | 38               |
| 2018 | 1 861 500      | 5100                       | 51               |
| 2019 | 1 898 000      | 5200                       | 55               |
| 2020 | 1 281 000      | 3500                       | 51               |
| 2021 | 1 825 000      | 5000                       | 40               |
| 2022 | 3 175 500      | 8700                       | 33               |
| 2023 | 3 686 500      | 10 100                     |                  |

## Pomniki i tablice pamiątkowe

### Lubelskie maszyny zachowane jako pomniki

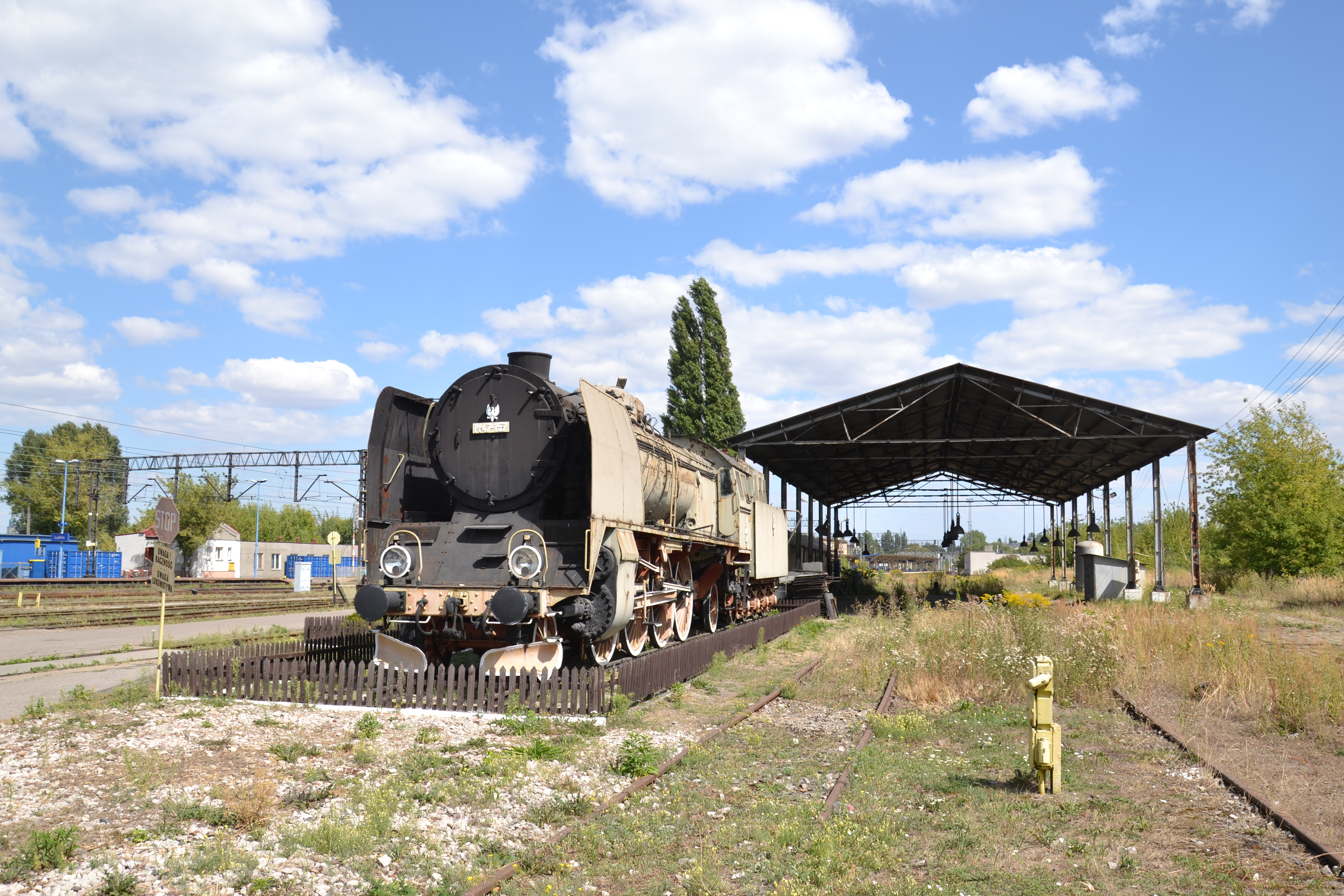
Pt47-157

- Pt47-157 na grupie postojowej stacji Lublin Główny, przy hali Polregio (odstawiony w 1983) z mini-muzeum poświęconym historii lokomotywowni Lublin,
- Pt47-13 lokomotywownia PKP Cargo w Krakowie Płaszowie,
- Pt47-93 ekspozycja Skansenu Taboru Kolejowego Zduńska Wola Karsznice, ul. Kolejowa 6,
- Pt47-104 Muzeum Kolejnictwa w Warszawie,
- Pt47-152 ekspozycja Skansenu Taboru Kolejowego w Chabówce,
- Ty2-949 ekspozycja Muzeum Przemysłu i Kolejnictwa na Śląsku, Jaworzyna Śląska, ul. Towarowa 4,
- Ol49-8 pomnik przy stacji kolejowej w Przeworsku.

### Tablice pamiątkowe

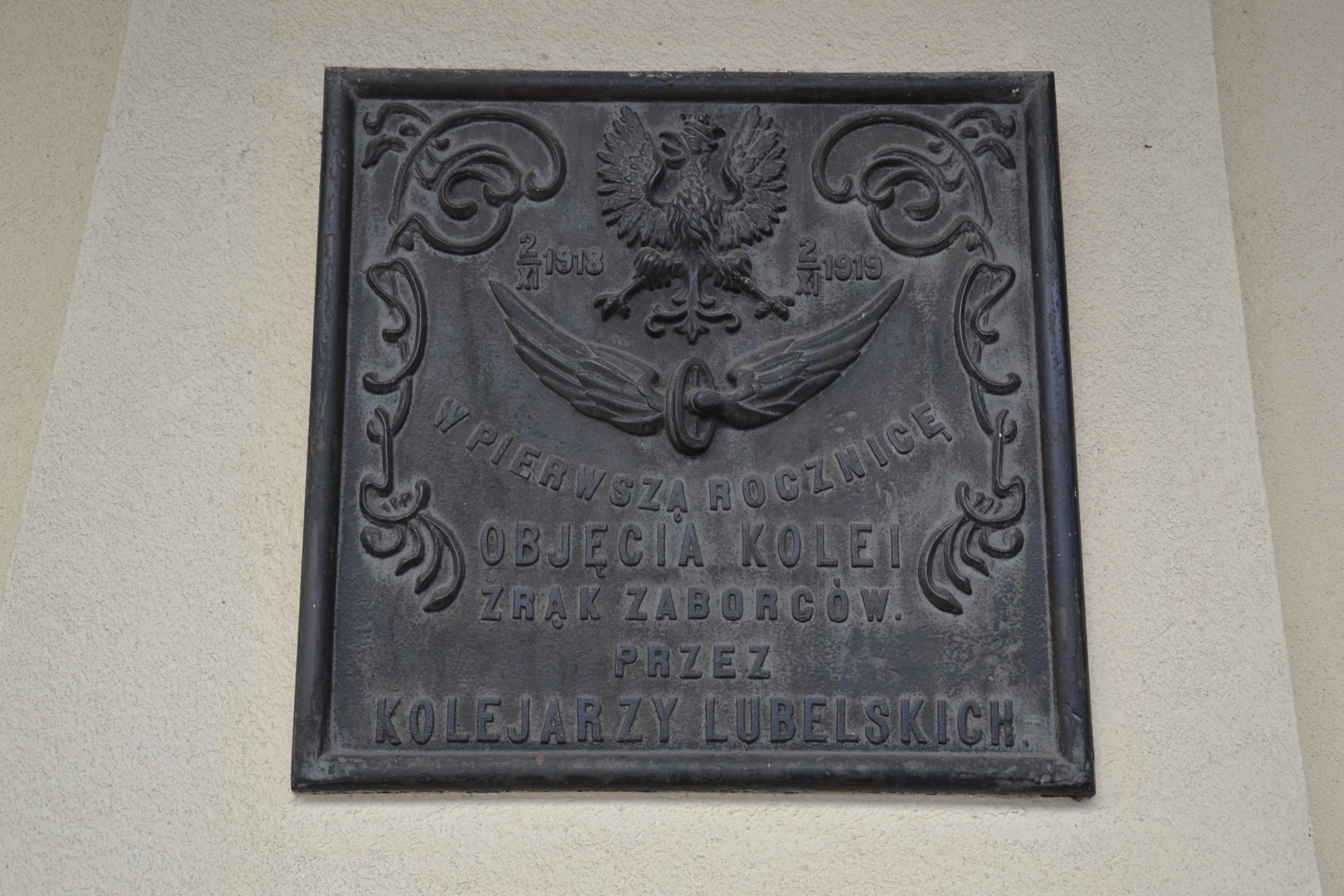
Z okazji 1. rocznicy przejęcia kontroli nad koleją przez kolejarzy lubelskich (z 1919)
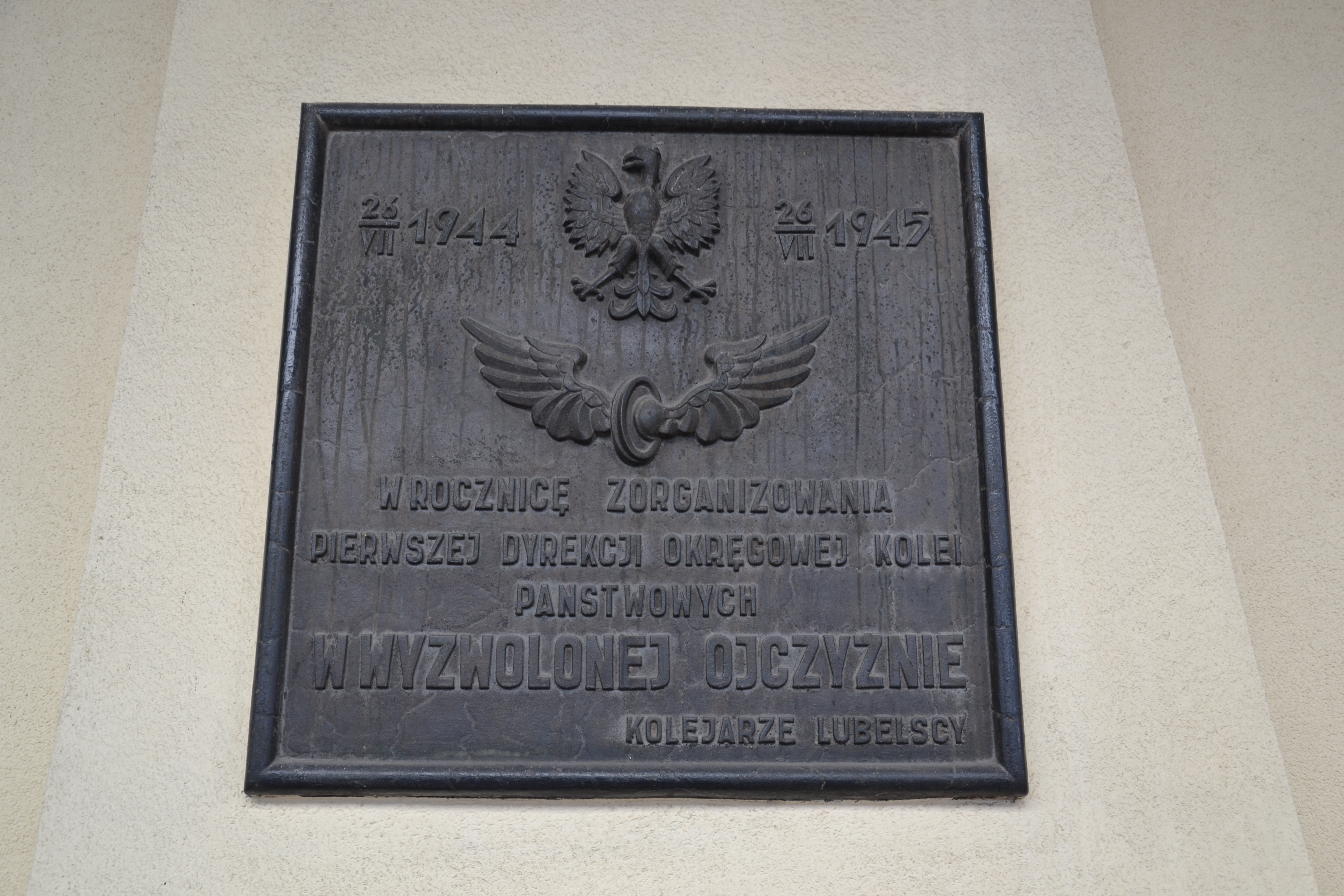
Z okazji 1. rocznicy zorganizowania pierwszej DOKP w powojennej Polsce (z 1945)
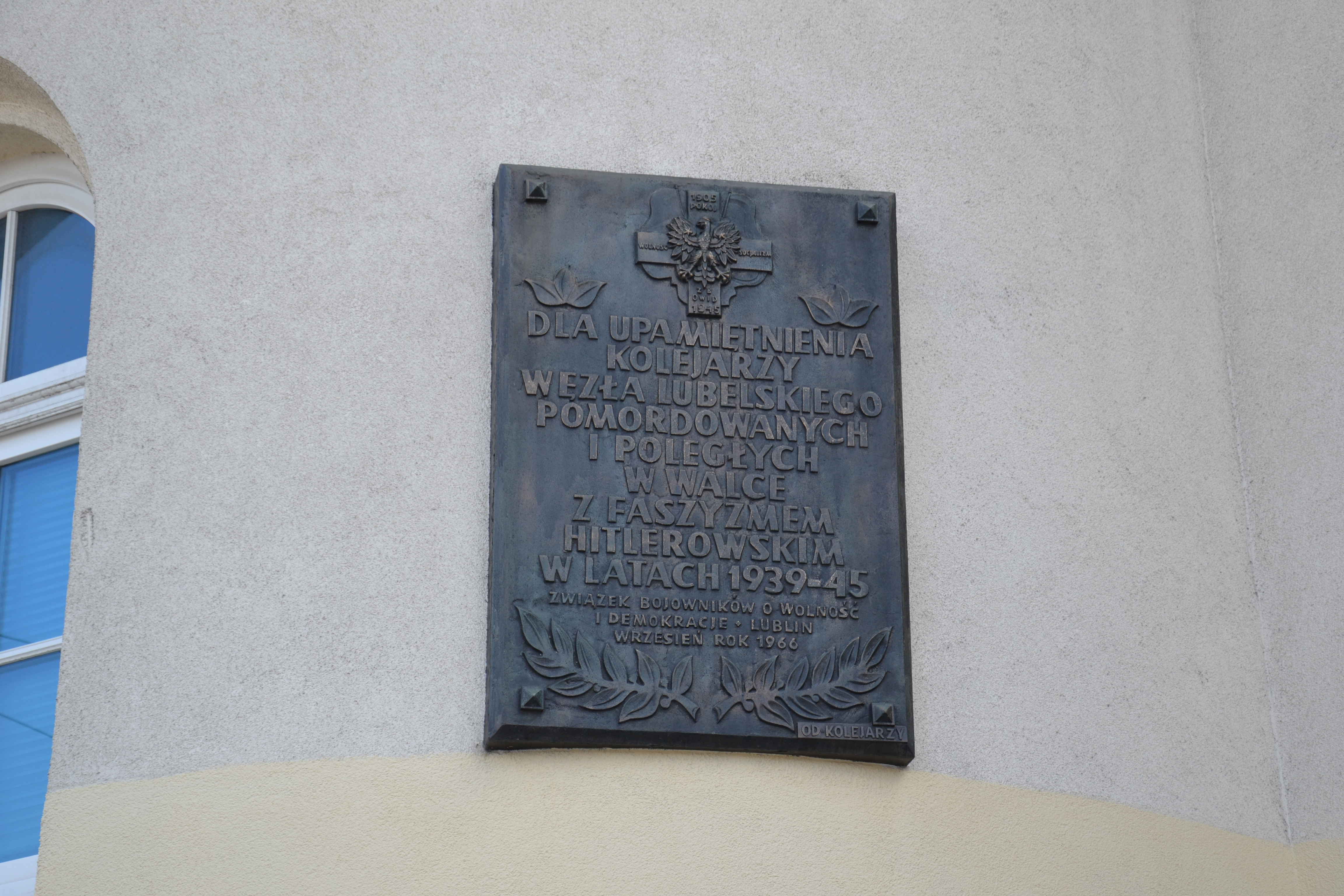
Upamiętniająca kolejarzy węzła lubelskiego będących ofiarami walki z hitlerowcami (z 1966)
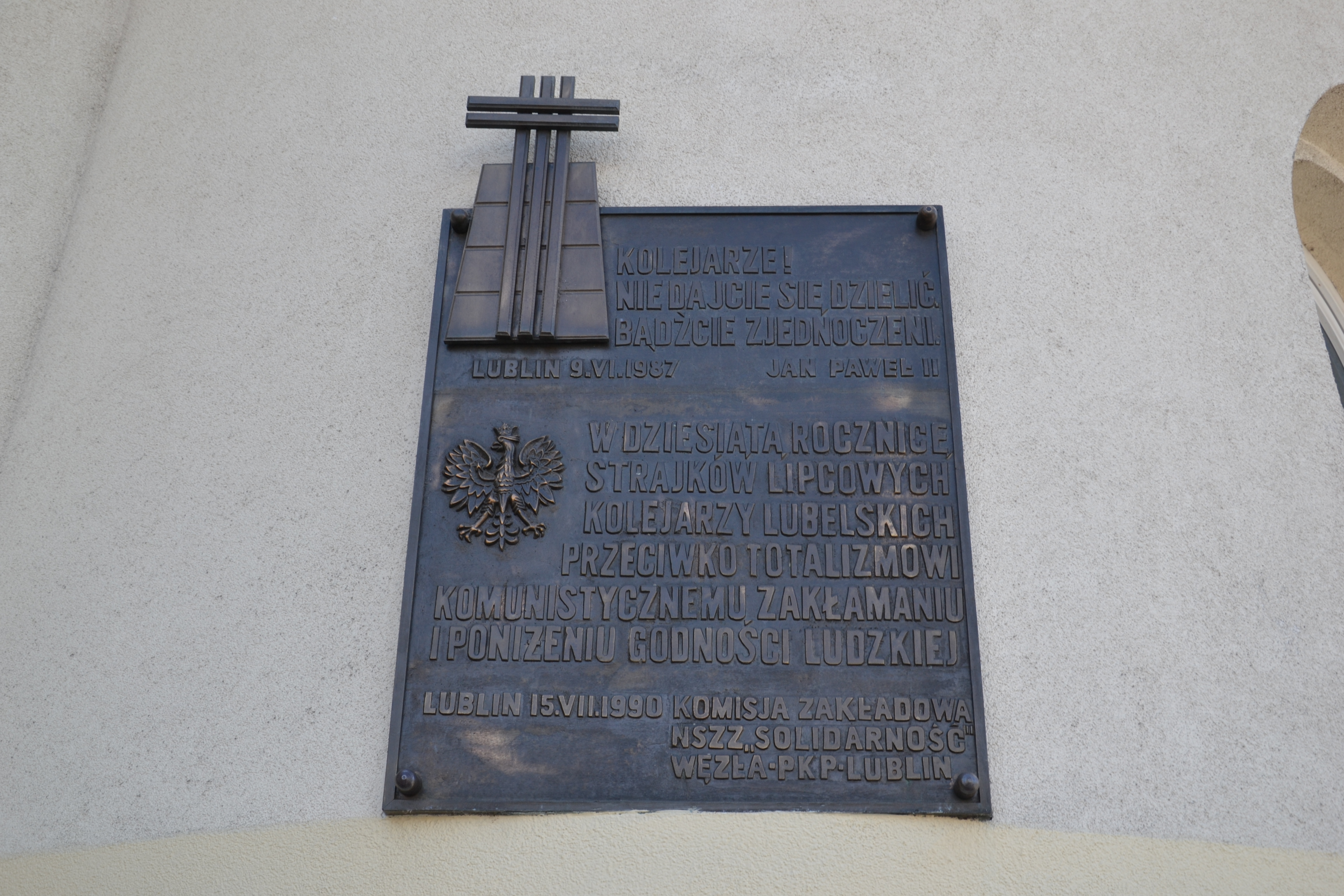
Z okazji 10. rocznicy Lubelskiego Lipca 80. (z 1990)
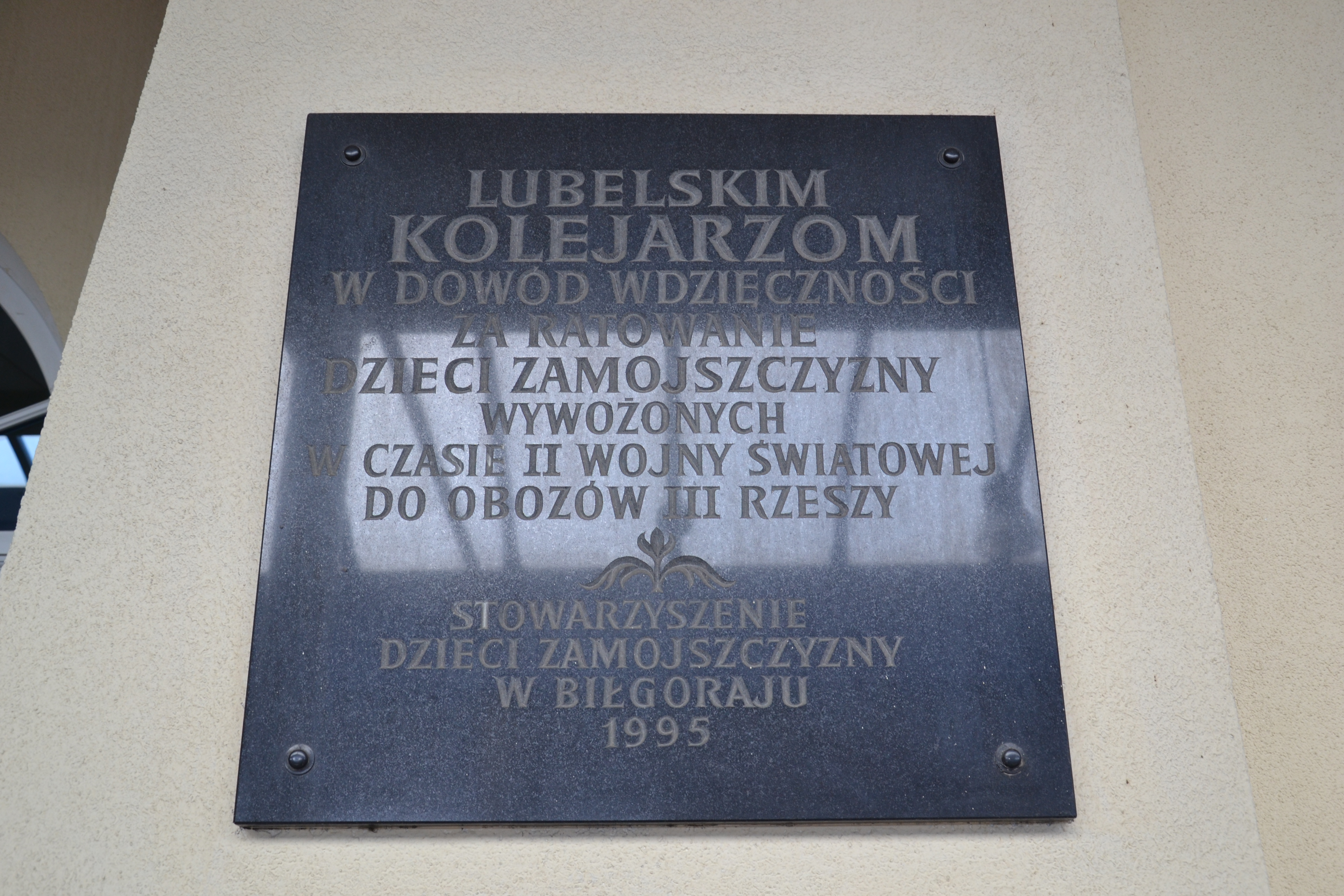
Upamiętniająca pomoc kolejarzy lubelskich dla dzieci Zamojszczyzny (z 1995)